# 8BitMMO
8BitMMO est un jeu massivement multijoueur et un free-to-play créé par le studio indépendant américain Archive Entertainment. Il est actuellement en phase de bêta-test public et a été publié sur Steam le 14 décembre 2013 et actuellement en accès anticipé. Il a été créé et est activement développé par Robby Zinchak. Les utilisateurs sont encouragés à construire dans un monde partagé et à entreprendre des combats joueur contre environnement et joueur contre joueur. Le jeu est sorti sur Steam.
Le 14 février 2014, une bande-son chiptune a été incluse avec de la musique de Danimal Cannon (en), Zef, Protodome et Honin Myo Audio. 

## Plateformes
Le jeu est actuellement jouable via un navigateur web. Une édition de bureau a été publiée le 13 décembre 2013. Elle est également disponible en téléchargement sur Steam.

## Récompenses
- 2013 Seattle Independent Game Competition - Gagnant[4]
- Indie Prize Showcase, San Francisco - Choix du réalisateur[5]